# Geisenheim
Geisenheim ist eine Kleinstadt im Rheingau-Taunus-Kreis in Hessen. Sie liegt am Rhein zwischen Wiesbaden und Rüdesheim und ist als Wein-, Schul-, Dom- und Lindenstadt bekannt. Sie ist Sitz der Hochschule Geisenheim und trägt daher seit dem 26. Oktober 2015 die amtliche Zusatzbezeichnung Hochschulstadt.

## Geografie

### Geografische Lage
Das Stadtgebiet zieht sich ungefähr in Süd-Nord-Richtung von der Fahrrinne des Rheins aus in einem etwa drei Kilometer breiten Streifen die Südhänge des Rheingaugebirges zum Taunushauptkamm empor. Der untere Teil der Gemarkungen von Geisenheim und Johannisberg um die bebaute Ortslage besteht bis auf eine Höhe von 250 Meter überwiegend aus Weinberglagen; der nördlich anschließende Teil ist bewaldet. Am Waldrand liegen das Wallfahrtskloster und die Trabantensiedlung Marienthal. Weiter oben auf einer Rodungsinsel findet sich Stephanshausen. Höchster Berg Geisenheims ist der Hörkopf mit 474 Meter. Hinter dem Taunushauptkamm hat Geisenheim Anteil am Hinterlandswald mit dem unteren Ernstbachtal und dem linken Wisperufer nahe der Kammerburg und der Lauksburg. Vom Rhein bis zur Wisper ist das Stadtgebiet 13 Kilometer lang.
Durch die Weinbergslage „Schloss Johannisberg“ zieht sich knapp südlich des Johannisberger Schlosses der 50. nördliche Breitengrad und ist mit zwei schmiedeeisernen Markierungen auf gemauertem Sockel kenntlich gemacht.
Der Stadt vorgelagert liegt die Schönborn’sche Aue, eine verlandete Rheininsel, die im Zuge einer Renaturierung wieder vom Festland gelöst wurde.

### Nachbargemeinden
Geisenheim grenzt im Norden an die Stadt Lorch, im Osten an die Stadt Oestrich-Winkel, im Süden an die Städte Ingelheim und Bingen (beide Landkreis Mainz-Bingen in Rheinland-Pfalz), sowie im Westen an die Stadt Rüdesheim.

### Stadtgliederung
Die Stadt Geisenheim ist aufgeteilt in vier Stadtteile: „Kernstadt“, Johannisberg (Grund, Berg, Schloßheide), Marienthal und Stephanshausen.
Johannisberg ist wohl der bekannteste Stadtteil von Geisenheim, ist er doch die Geburtsstätte der Spätlese (genauer: der systematischen Erzeugung von Auslesen) und für seine Weinlage weltbekannt. Im Schloss Johannisberg erinnert eine Statue an den unbekannten Spätlesereiter. Fürst von Metternich erhielt die Schlossdomäne 1816 nach dem Wiener Kongress aus den Händen Kaiser Franz I. zum Geschenk.
Marienthal erhielt seinen Namen nach dem nahegelegenen Kloster Marienthal. Das Kloster ist bekannt wegen seiner Marienwallfahrt, und hier gab es die erste Klosterdruckerei der Welt.

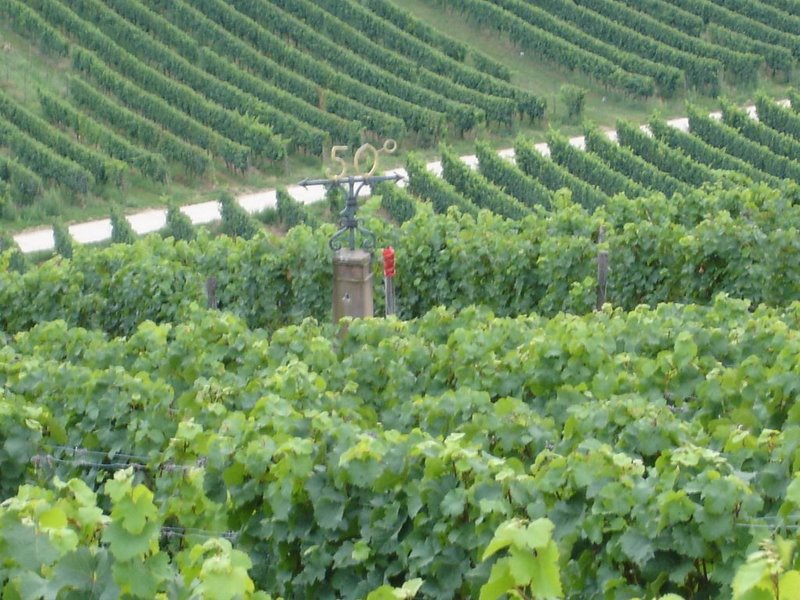
Der 50. Breitengrad beim Schloss Johannisberg
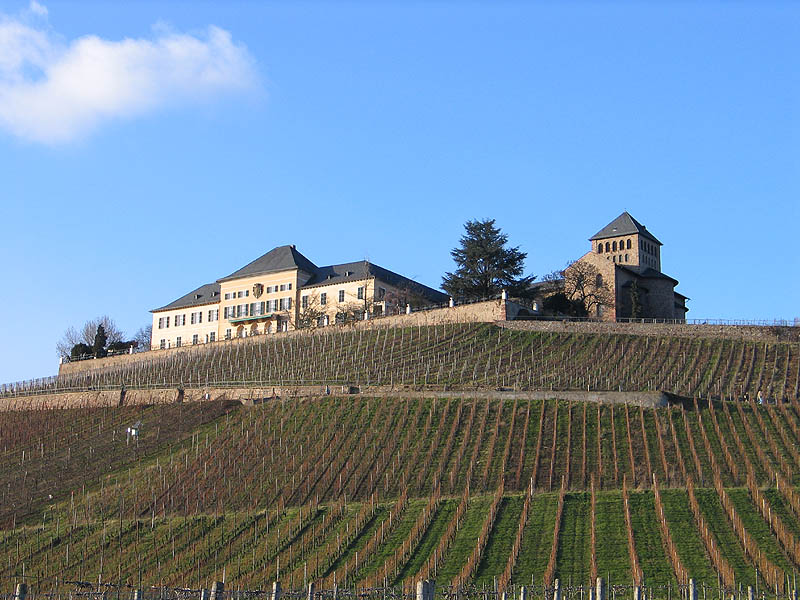
Schloss Johannisberg
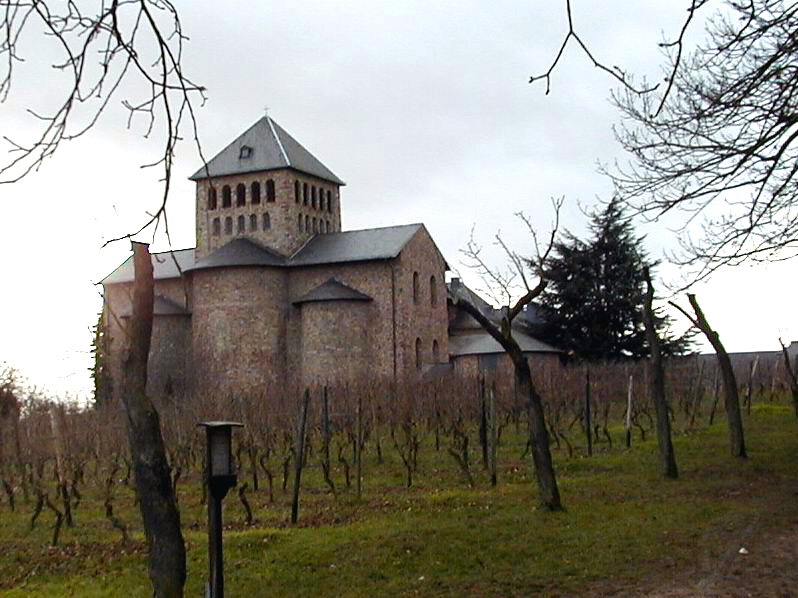
Die Basilika von Schloss Johannisberg

### Klima
In Geisenheim unterhält der Deutsche Wetterdienst eine Außenstelle der Abteilung Agrarmeteorologie. In der dortigen Wetterstation werden Klimadaten seit 1884 fortlaufend aufgezeichnet.
|                       | Jan  | Feb  | Mär | Apr  | Mai  | Jun  | Jul  | Aug  | Sep  | Okt  | Nov | Dez  |   |      |
| Mittl. Tagesmax. (°C) | 3,4  | 5,3  | 9,7 | 14,2 | 18,9 | 22,0 | 23,9 | 23,6 | 20,1 | 14,3 | 7,8 | 4,5  | ⌀ | 14   |
| Mittl. Tagesmin. (°C) | −1,2 | −0,6 | 1,9 | 4,8  | 8,7  | 11,9 | 13,4 | 13,2 | 10,3 | 6,6  | 2,5 | −0,1 | ⌀ | 6    |
|                       |      |      |     |      |      |      |      |      |      |      |     |      |   |      |
| Niederschlag (mm)     | 39   | 35   | 38  | 39   | 51   | 59   | 57   | 53   | 41   | 42   | 49  | 46   | Σ | 549  |
|                       |      |      |     |      |      |      |      |      |      |      |     |      |   |      |
| Sonnenstunden (h/d)   | 1,3  | 2,4  | 3,9 | 5,4  | 6,6  | 6,6  | 7,2  | 6,7  | 5,1  | 3,2  | 1,6 | 1,2  | ⌀ | 4,3  |
|                       |      |      |     |      |      |      |      |      |      |      |     |      |   |      |
| Luftfeuchtigkeit (%)  | 82   | 77   | 72  | 67   | 66   | 67   | 67   | 70   | 76   | 82   | 83  | 83   | ⌀ | 74,3 |

| −1,2 |

| −0,6 |

| 1,9 |

| 4,8 |

| 8,7 |

| 11,9 |

| 13,4 |

| 13,2 |

| 10,3 |

| 6,6 |

| 2,5 |

| −0,1 |

| −1,2 |

| −0,6 |

| 1,9 |

| 4,8 |

| 8,7 |

| 11,9 |

| 13,4 |

| 13,2 |

| 10,3 |

| 6,6 |

| 2,5 |

| −0,1 |

## Geschichte

### Ortsgeschichte

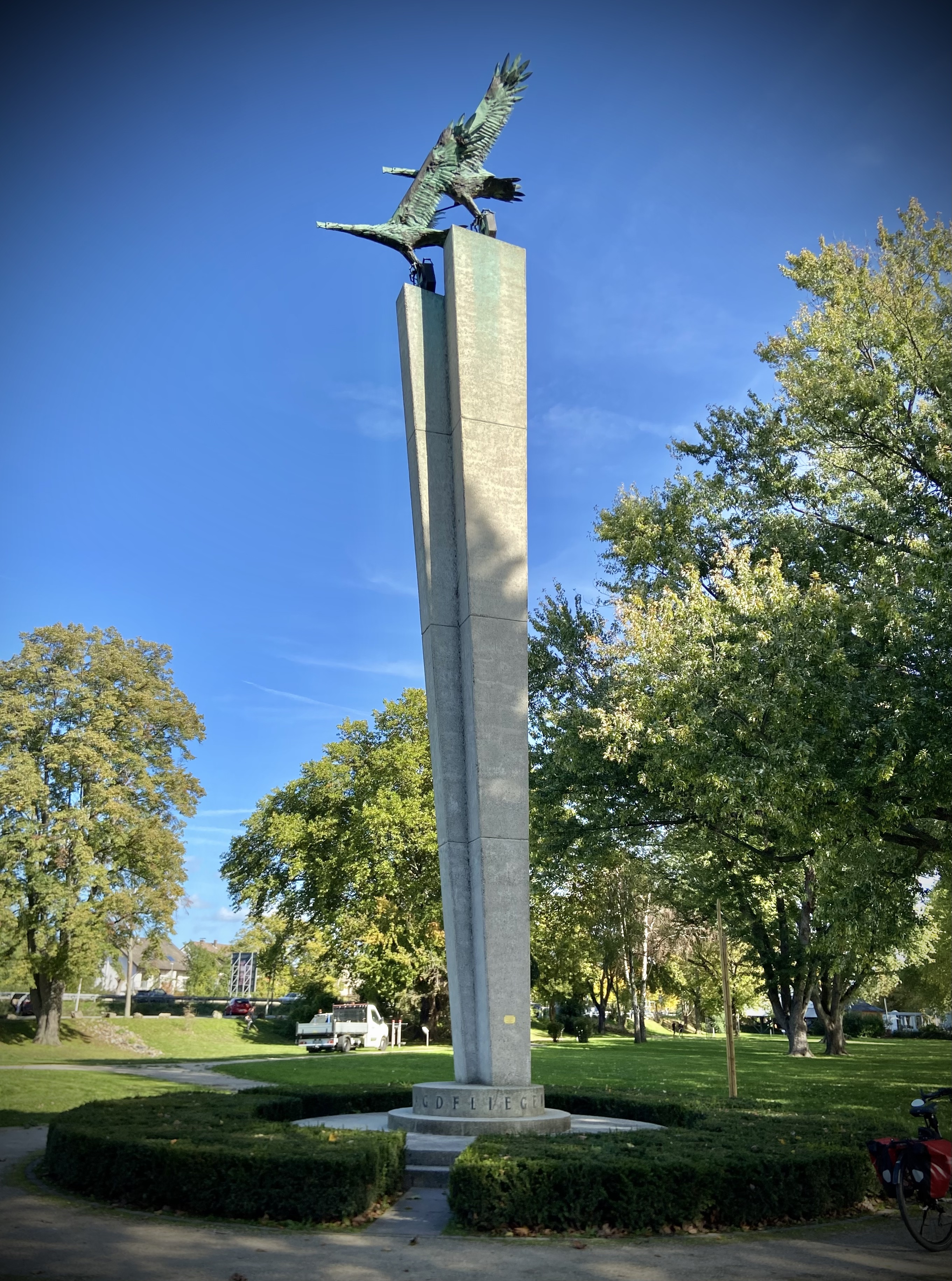
Mahnmal zum Gedenken an die gefallenen Jagdflieger aller Nationen nach Plänen des Bildhauers Klaus Seelenmeyer (1959)

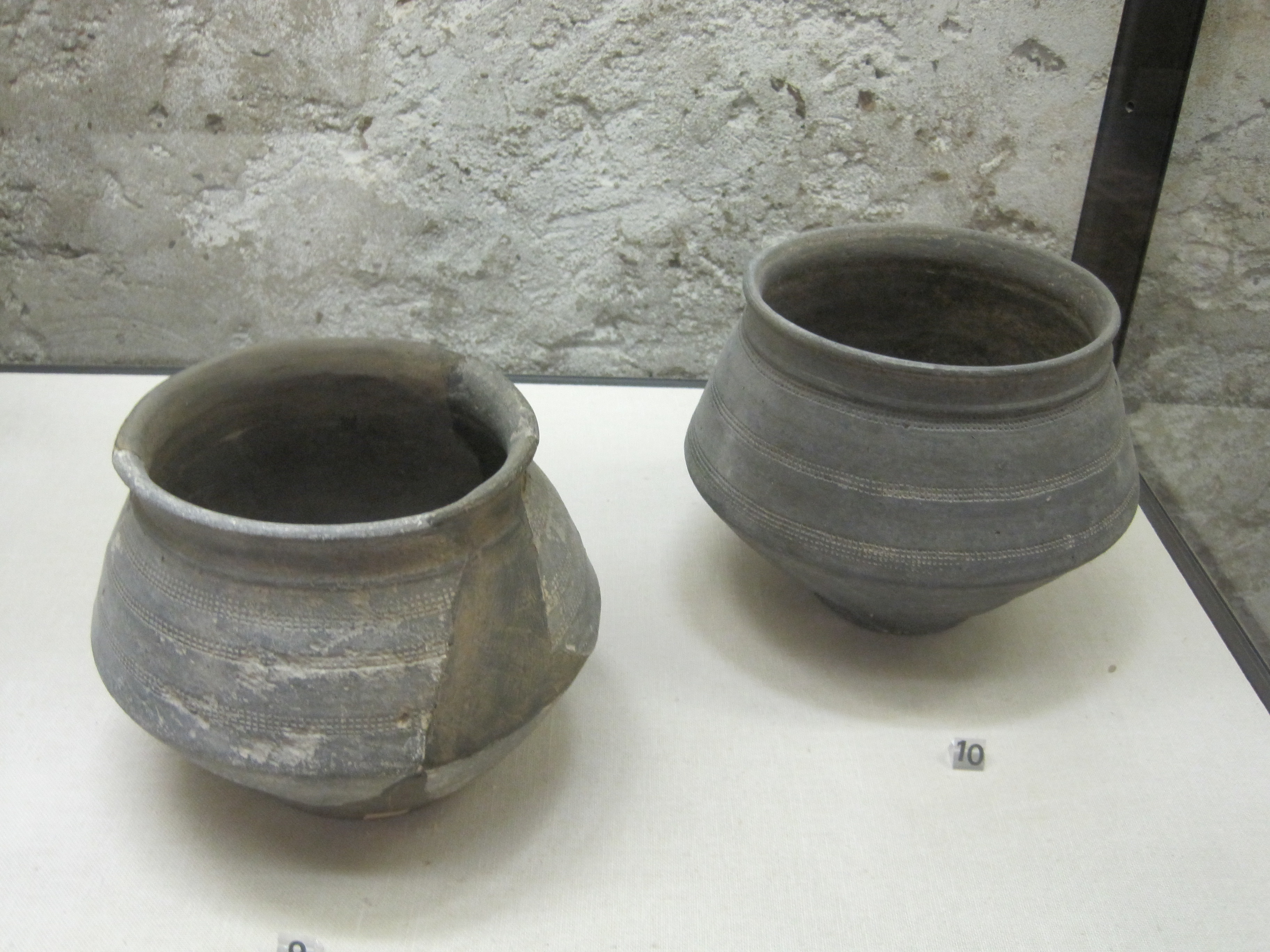
Funde aus frühmittelalterlichen Gräbern in Geisenheim, 6.–7. Jh. Museum Brömserburg in Rüdesheim am Rhein

Geisenheim wurde 772 erstmals urkundlich erwähnt. Erste Siedler ließen sich jedoch bereits um 500 in Geisenheim nieder, wie Ausgrabungen in den Jahren 1954 und 2016 belegen, bei denen die Reste eines fränkischen Friedhofes aus der Zeit zwischen den Anfängen des 6. und dem frühen 8. Jahrhundert freigelegt wurden.
Seit dem Mittelalter und in der Frühen Neuzeit gehörte Geisenheim zum Erzbistum Mainz, von 1806 bis 1866 zum Herzogtum Nassau, danach zum Königreich Preußen und seit 1946 zum Land Hessen. Seit 1864 besitzt Geisenheim Stadtrechte.
Während der NS-Zeit wurde am 26. September 1944 in den Werkshallen der Maschinenfabrik Johannisberg GmbH in Geisenheim ein Außenkommando des KZ Natzweiler-Struthof eingerichtet, um die hierhin ausgelagerte Rüstungsproduktion der Friedrich Krupp AG aufrechtzuerhalten. Am 12. Dezember 1944 kamen die ersten weiblichen KZ-Häftlinge nach Geisenheim. 200 Frauen wurden in Baracken untergebracht. Das Lager lag zwischen der Bahnlinie Rüdesheim-Wiesbaden, der Winkeler Straße und der Tankstelle Reutershan. Die Mehrzahl der Häftlinge waren polnische Jüdinnen, die aus dem Ghetto Lodz stammten und zuvor im KZ Auschwitz als „arbeitsfähig“ selektiert worden waren. Am 18. März 1945 mussten die Frauen den Marsch zum Dachauer KZ-Außenlager München-Allach antreten. Dort wurden sie schwer misshandelt und schließlich Anfang Mai von US-Amerikanern befreit. Auch gab es auf dem Werksgelände ein firmeneigenes Lager mit 25 sowjetischen Kriegsgefangenen (Stand 1943).

### Historische Namensformen
In historischen Dokumenten ist der Ort im Laufe der Jahrhunderte unter wechselnden Ortsnamen belegt:
- Gisenheim (772)
- Gysenheim (788)
- Gisenheim (776–796 (789/94?))
- Gysenheim (954–984)
- Gysinheim (1107)
- Gysenheim (1108)
- Gisenheim (1128)
- Gisenheim (1133–1137)
- Gisenheim (1144)
- Gisenheim (1215)
- Gysinheym (1350)
- Gysenheym (1408)

### Hessische Gebietsreform
Im Zuge der Gebietsreform in Hessen fusionierten zum 31. Dezember 1971 auf freiwilliger Basis die zuvor selbstständige Gemeinde Johannisberg und die Stadt Geisenheim zur erweiterten Stadt Geisenheim. Am 1. Januar 1977 wurde kraft Landesgesetz die zuvor selbstständige Gemeinde Stephanshausen nach Geisenheim eingegliedert. Für die Stadtteile Talstadt, Marienthal, Johannisberg und Stephanshausen wurden Ortsbezirke errichtet.

## Politik

### Stadtverordnetenversammlung
Die Kommunalwahl am 14. März 2021 lieferte folgendes Ergebnis, in Vergleich gesetzt zu früheren Kommunalwahlen:
| Sitzverteilung in der Stadtverordnetenversammlung 2021Insgesamt 37 Sitze - SPD: 8 - Grüne: 8 - FDP: 4 - ZfB: 7 - CDU: 10 | Parteien und Wählergemeinschaften | Parteien und Wählergemeinschaften           | 2021  | 2021  | 2016  | 2016  | 2011  | 2011  | 2006  | 2006  | 2001  | 2001  |
| Sitzverteilung in der Stadtverordnetenversammlung 2021Insgesamt 37 Sitze - SPD: 8 - Grüne: 8 - FDP: 4 - ZfB: 7 - CDU: 10 | Parteien und Wählergemeinschaften | Parteien und Wählergemeinschaften           | %     | Sitze | %     | Sitze | %     | Sitze | %     | Sitze | %     | Sitze |
| Sitzverteilung in der Stadtverordnetenversammlung 2021Insgesamt 37 Sitze - SPD: 8 - Grüne: 8 - FDP: 4 - ZfB: 7 - CDU: 10 | CDU                               | Christlich Demokratische Union Deutschlands | 26,5  | 10    | 31,4  | 12    | 37,0  | 14    | 39,7  | 15    | 38,2  | 14    |
| Sitzverteilung in der Stadtverordnetenversammlung 2021Insgesamt 37 Sitze - SPD: 8 - Grüne: 8 - FDP: 4 - ZfB: 7 - CDU: 10 | Grüne                             | Bündnis 90/Die Grünen                       | 21,9  | 8     | 11,3  | 4     | 18,3  | 7     | 8,9   | 3     | 10,7  | 4     |
| Sitzverteilung in der Stadtverordnetenversammlung 2021Insgesamt 37 Sitze - SPD: 8 - Grüne: 8 - FDP: 4 - ZfB: 7 - CDU: 10 | SPD                               | Sozialdemokratische Partei Deutschlands     | 21,3  | 8     | 30,4  | 11    | 32,8  | 12    | 35,0  | 13    | 36,6  | 14    |
| Sitzverteilung in der Stadtverordnetenversammlung 2021Insgesamt 37 Sitze - SPD: 8 - Grüne: 8 - FDP: 4 - ZfB: 7 - CDU: 10 | ZfB                               | Zeit für Bürger                             | 19,9  | 7     | 17,7  | 7     | –     | –     | –     | –     | –     | –     |
| Sitzverteilung in der Stadtverordnetenversammlung 2021Insgesamt 37 Sitze - SPD: 8 - Grüne: 8 - FDP: 4 - ZfB: 7 - CDU: 10 | FDP                               | Freie Demokratische Partei                  | 10,4  | 4     | 9,2   | 3     | 12,0  | 4     | 13,2  | 5     | 11,0  | 4     |
| Sitzverteilung in der Stadtverordnetenversammlung 2021Insgesamt 37 Sitze - SPD: 8 - Grüne: 8 - FDP: 4 - ZfB: 7 - CDU: 10 | FWG                               | Freie Wähler Geisenheim und Ortsteile       | –     | –     | –     | –     | –     | –     | 3,3   | 1     | –     | –     |
| Sitzverteilung in der Stadtverordnetenversammlung 2021Insgesamt 37 Sitze - SPD: 8 - Grüne: 8 - FDP: 4 - ZfB: 7 - CDU: 10 | REP                               | Die Republikaner                            | –     | –     | –     | –     | –     | –     | –     | –     | 3,5   | 1     |
| Sitzverteilung in der Stadtverordnetenversammlung 2021Insgesamt 37 Sitze - SPD: 8 - Grüne: 8 - FDP: 4 - ZfB: 7 - CDU: 10 | Gesamt                            | Gesamt                                      | 100,0 | 37    | 100,0 | 37    | 100,0 | 37    | 100,0 | 37    | 100,0 | 37    |
| Sitzverteilung in der Stadtverordnetenversammlung 2021Insgesamt 37 Sitze - SPD: 8 - Grüne: 8 - FDP: 4 - ZfB: 7 - CDU: 10 | Wahlbeteiligung in %              | Wahlbeteiligung in %                        | 51,3  | 51,3  | 46,7  | 46,7  | 45,3  | 45,3  | 41,8  | 41,8  | 47,6  | 47,6  |

### Bürgermeister
Nach der hessischen Kommunalverfassung wird der Bürgermeister für eine sechsjährige Amtszeit gewählt, seit dem Jahr 1993 in einer Direktwahl, und ist Vorsitzender des Magistrats, dem in der Stadt Geisenheim neben dem Bürgermeister ehrenamtlich ein Erster Stadtrat und neun weitere Stadträte angehören. Bürgermeister ist seit dem 1. November 2017 Christian Aßmann, der bis dahin Kämmereileiter der Stadtverwaltung war. Der Amtsvorgänger Frank Kilian wechselte bald nach Beginn seiner zweiten Amtszeit am 5. Juli 2017 als Landrat zum Rheingau-Taunus-Kreis. Somit musste die Wahl des neuen Bürgermeisters vorgezogen werden. Christian Aßmann erhielt am 8. Oktober 2017 in einer Stichwahl bei 50,6 Prozent Wahlbeteiligung 80,3 Prozent der Stimmen. Es folgte eine Wiederwahl ohne Gegenkandidaten im März 2023.
Amtszeiten der Bürgermeister
- 2017–2029 Christian Aßmann[21]
- 2010–2017 Frank Kilian[24]
- 1992–2010 Manfred Federhen
- 1980–1992 Reiner Klein (1934 – 2020)[25]

### Ortsbeiräte
Folgende Ortsbezirke mit Ortsbeirat und Ortsvorsteher, nach Maßgabe der §§ 81 und 82 HGO und des Kommunalwahlgesetzes in der jeweils gültigen Fassung, gibt es im Gemeindegebiet:
- Ortsbezirk Talstadt (Im Wesentlichen das Gebiet der ehemaligen Stadt Geisenheim). Der Ortsbeirat besteht aus fünf Mitgliedern.
- Ortsbezirk Marienthal (Im Wesentlichen das Gebiet der ehemaligen Gemeinde Marienthal). Der Ortsbeirat besteht aus fünf Mitgliedern.
- Ortsbezirk Johannisberg (Im Wesentlichen das Gebiet der ehemaligen Gemeinde Johannisberg). Der Ortsbeirat besteht aus fünf Mitgliedern.
- Ortsbezirk Stephanshausen (Im Wesentlichen das Gebiet der ehemaligen Gemeinde Stephanshausen). Der Ortsbeirat besteht aus fünf Mitgliedern.

Die Wahl der Ortsbeiräte erfolgt im Rahmen der Kommunalwahlen. Der Ortsbeirat wählt eines seiner Mitglieder zum Ortsvorsteher bzw. zur Ortsvorsteherin.
Ortsbeirat Talstadt
Bei den Kommunalwahlen in Hessen 2021 betrug die Wahlbeteiligung zum Ortsbeirat 45,31 %. Dabei wurden gewählt: zwei Mitglieder der SPD, zwei Mitglieder der CDU und ein Mitglied der FDP. Der Ortsbeirat wählte Sabine Frank (CDU) zur Ortsvorsteherin.

### Wappen
| Altes Wappen bis 1977 von Geisenheim | Neues Wappen seit 1977 mit dem Stephanshäuser Drachen |

Der Stadt Geisenheim im Rheingau-Taunus-Kreis ist am 5. Oktober 1978 vom Hessischen Minister des Innern ein Wappen mit folgender Blasonierung genehmigt worden:
In Silber zwei doppelgeschossige rote Türme, durch eine gedeckte Brücke verbunden; über der Brücke ein sechsspeichiges rotes Rad; unter der Brücke ein roter, feuerspeiender Drache, von einer Lanze durchbohrt.
Nach der Gebietsreform von 1972 wurde das Wappen der Stadt angepasst. Die beiden „alten“ Mainzer Räder wurden durch die Johannisberger Version des Mainzer Rades (oben) und durch den Stephanshausener Drachen (unten) ersetzt.

### Städtepartnerschaften
Die Stadt Geisenheim unterhält partnerschaftliche Beziehungen zu

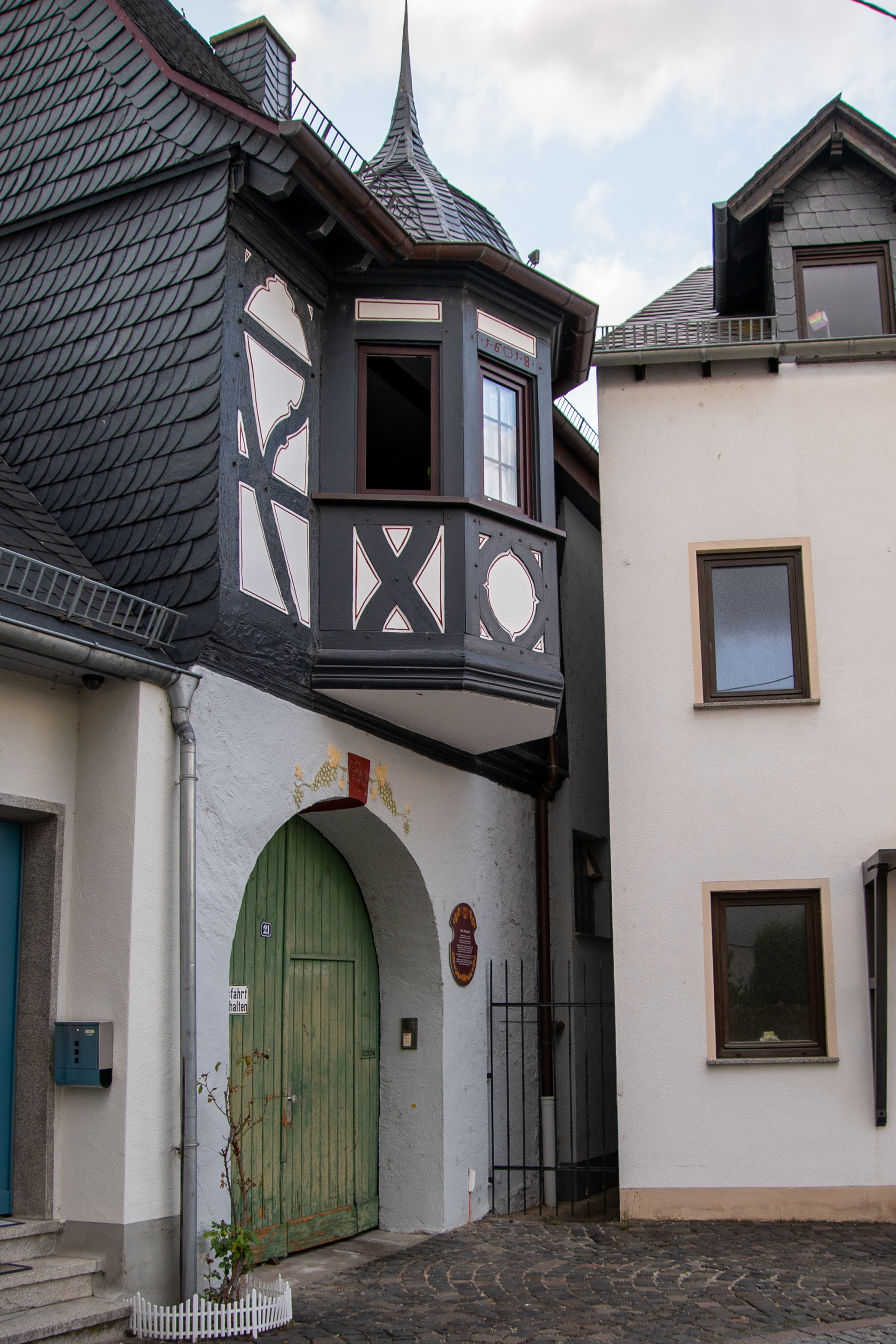
Pfefferzoll Haus, Zollstr. 21

- Szerencs in Ungarn,
- Puligny-Montrachet in Frankreich,
- Chauvigny in Frankreich und
- Pfefferzoll Haus, Zollstr. 21Trino in Italien.

Rathaus Geisenheim

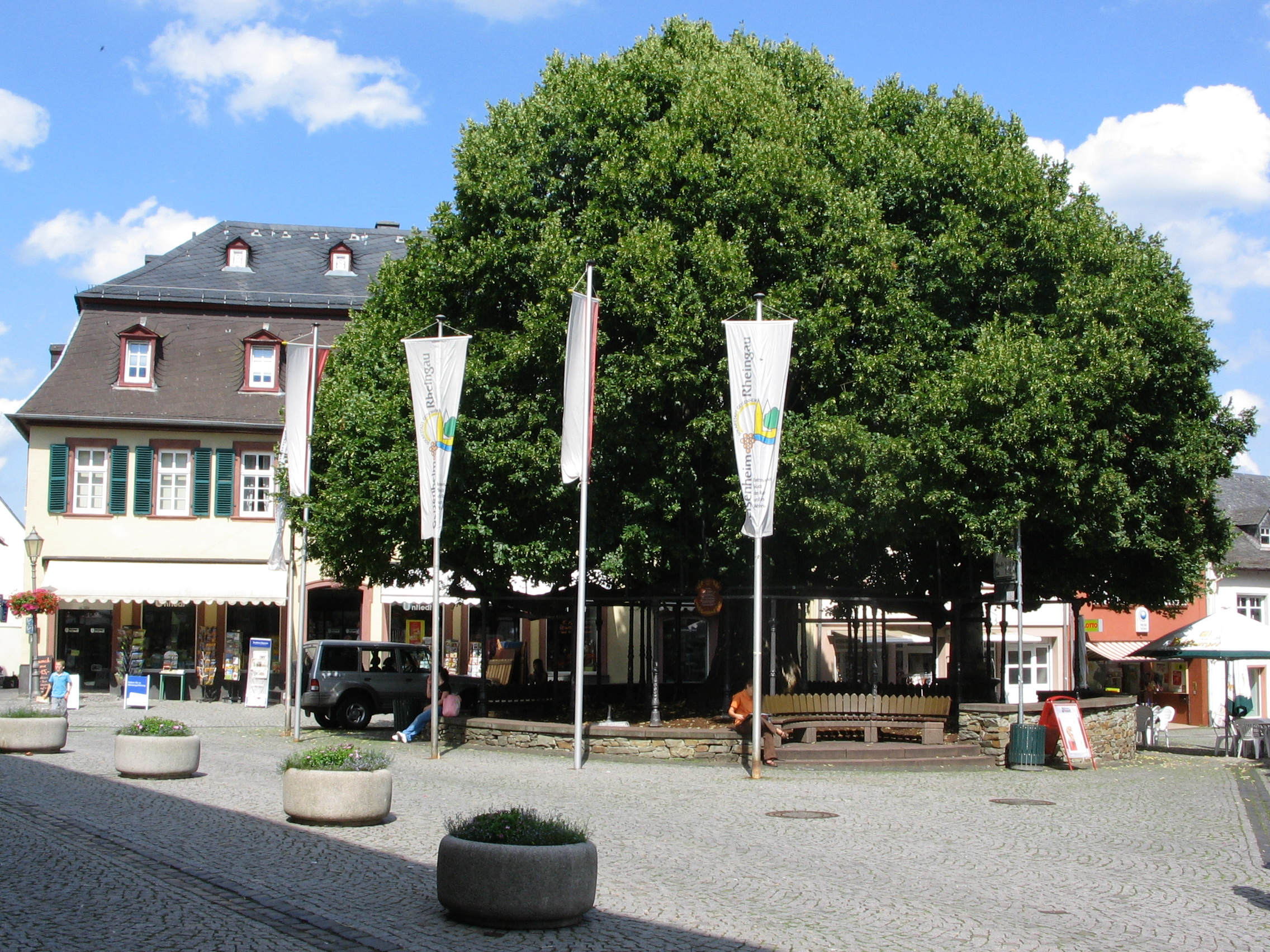
Geisenheimer Linde
auf dem Lindenplatz

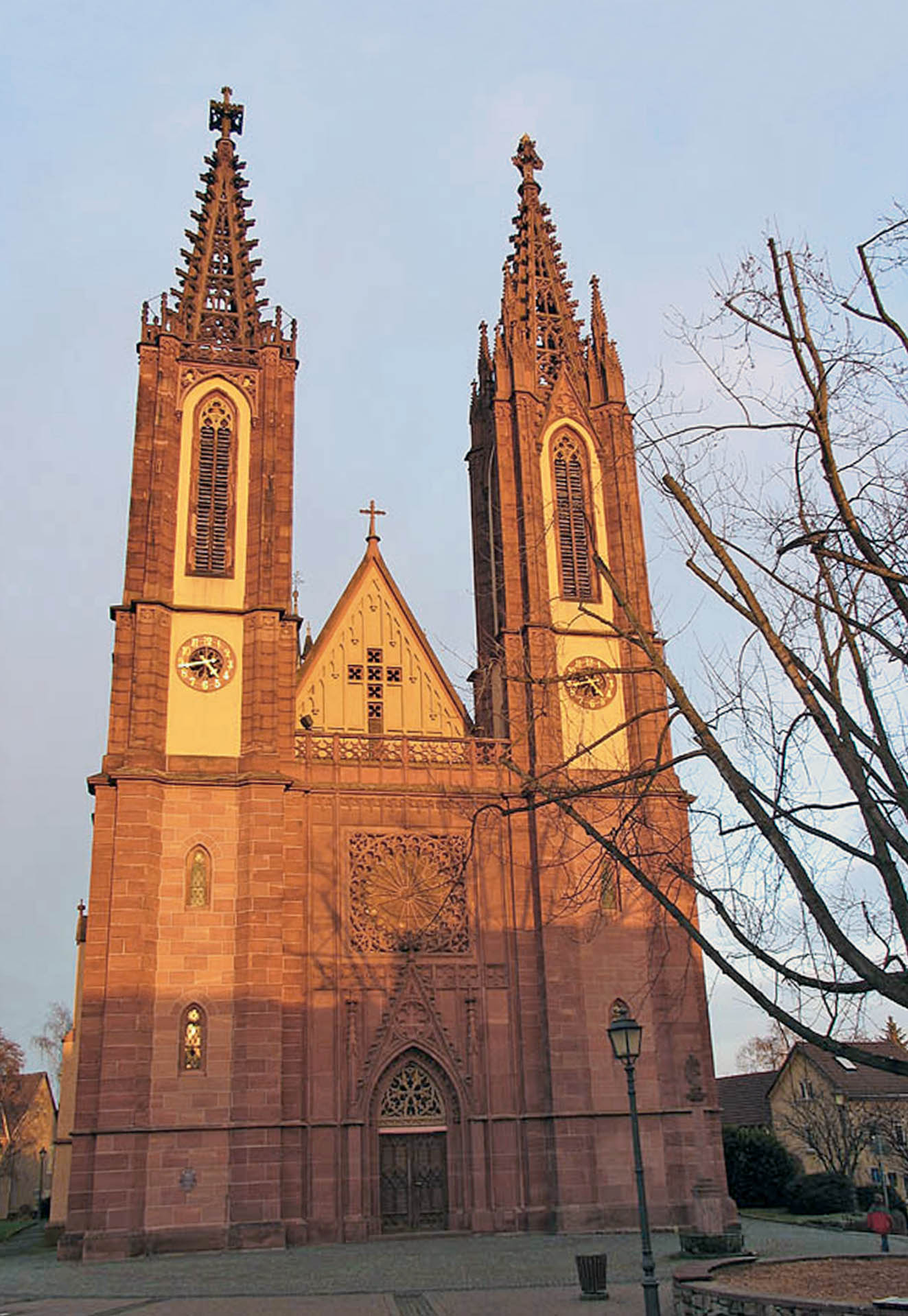
Rheingauer Dom in Geisenheim

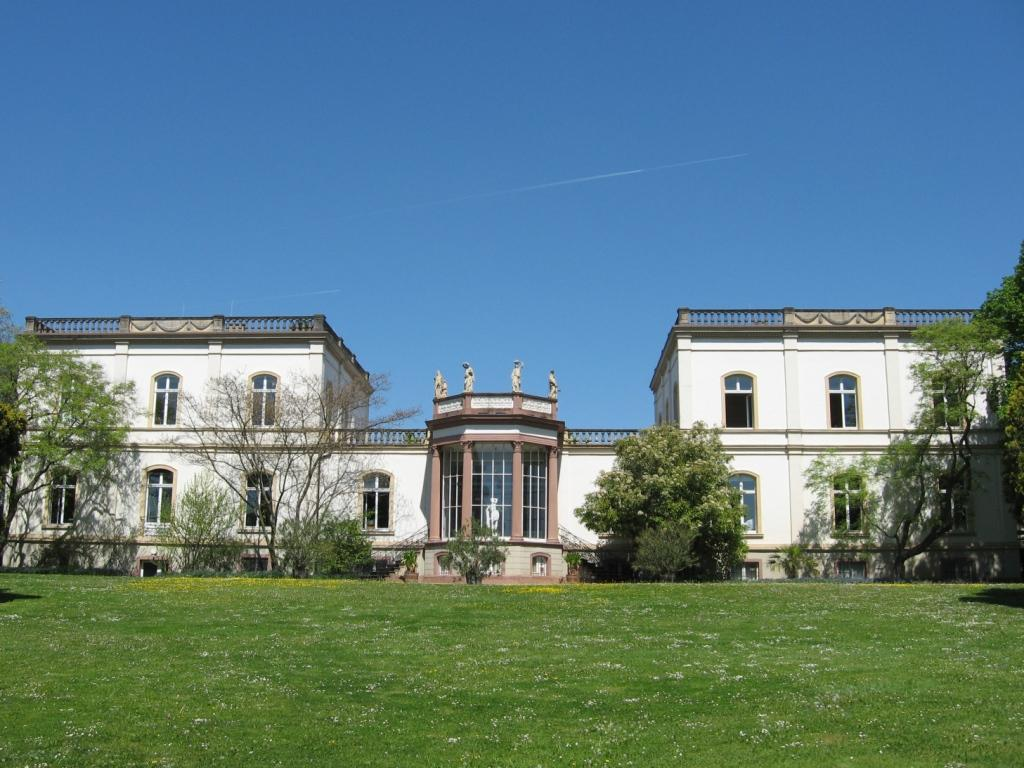
Villa Monrepos

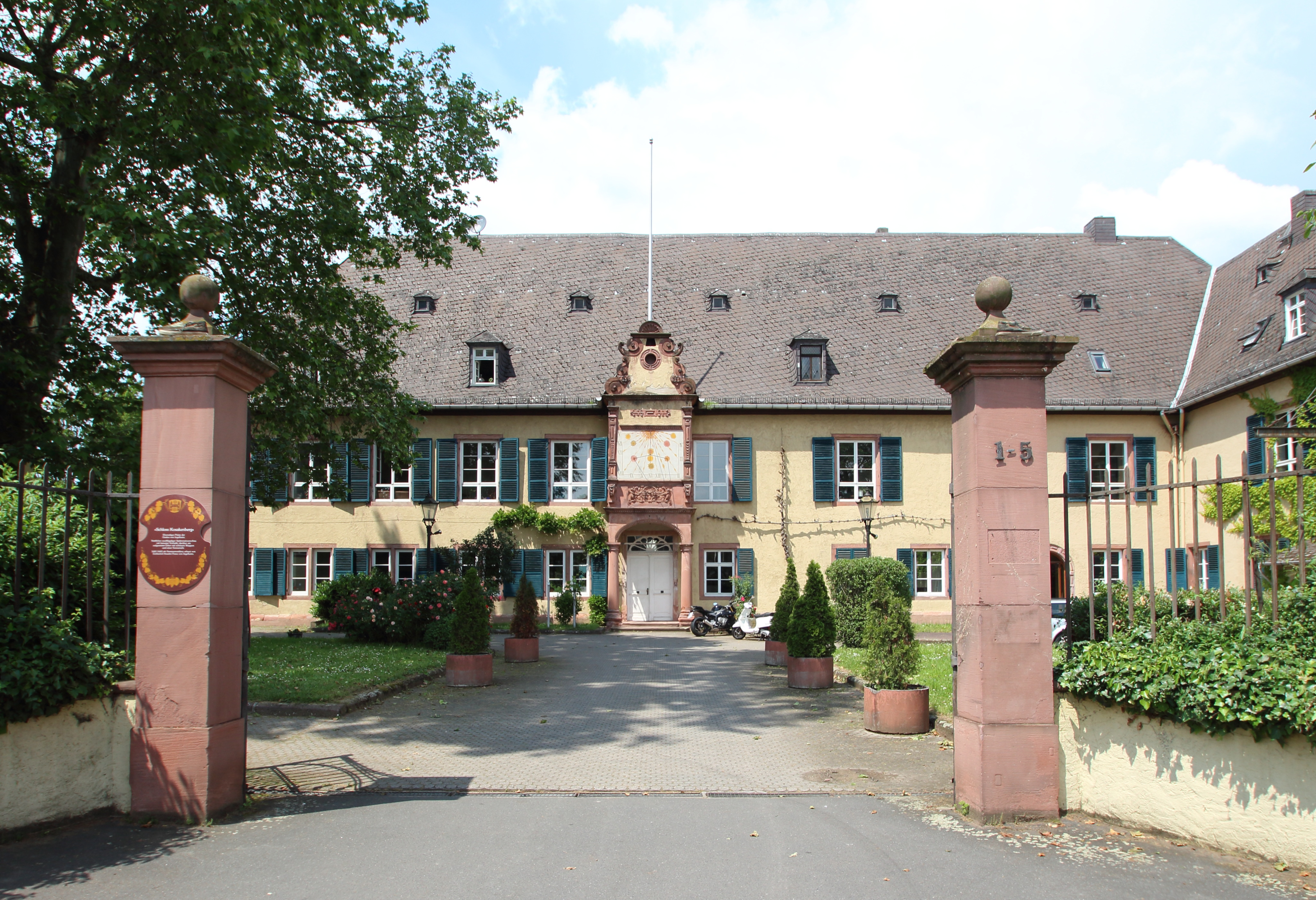
Ingelheimer Hof („Weingut Schloss Kosakenberg“)

## Kultur und Sehenswürdigkeiten
Am Pfefferzoll wurde von vorbeifahrenden Schiffern Zoll in Form des damals wertvollen Gewürzes verlangt. Das kleine Haus mit dem schönen Erker steht heute über 200 Meter vom Rhein entfernt im Südosten der Altstadt.

### Geisenheimer Linde
Direkt vor dem Rathaus steht auf dem Lindenplatz die geleitete Tanzlinde, ein Symbol der Stadt. Diese Winterlinde ist vermutlich 700 Jahre alt und wurde 1585 als Gerichtslinde erstmals erwähnt. In den 1970er Jahren wurde sie durch Krankheit ihrer oberen, zweiten Laubkrone beraubt. Im Juli findet das Lindenfest mit der Stunde der Heimat in den Straßen zwischen Dom und Rathaus statt.

### Bauwerke
- Pfarrkirche Heilig Kreuz, genannt 'Rheingauer Dom', neugotische Doppelturmfassade aus dem 19. Jahrhundert, Langhaus und Chor aus dem Anfang des 16. Jahrhunderts, bedeutende Grabmäler und reiche Innenausstattung, bekannte Stumm-Orgel aus dem 19. Jahrhundert
- Evangelische Kirche, Neuromanik, 1891–1897 nach Plänen des Architekten Ludwig Hofmann erbaut.
- Alte Werkshalle des Druckmaschinenherstellers Maschinenfabrik Johannisberg Geisenheim (MJG), bedeutendes Industriedenkmal der langjährigen Maschinenbau-Tradition in Geisenheim.
- Kronberger Hof, ehemaliger Adelshof aus der 2. Hälfte des 16. Jahrhunderts
- Eberbacher Hof, ehemaliger Wirtschaftshof des Klosters Eberbach und Elternhaus des Architekten Philipp Hoffmann
- Bachelin-Haus, ehemaliges Wohnhaus der Familie Bachelin, entstanden um 1695. Im Hauptwohnraum handgemalte Papiertapete aus den Jahren 1822/23. Älteste in einem bürgerlichen Haus bekannte handgemalte Tapete Deutschlands.[32]

#### Schlösser
Im Westen und Osten der Stadt stehen alte Schlösser und Palais:
- Das 1550 erbaute Schloss Schönborn (ehemaliger Stockheimer Hof) steht am Bahnhof inmitten eines Weinbergs und ist ein beliebtes Fotomotiv. Es gehört noch heute den Grafen von Schönborn-Wiesentheid, die das Erdgeschoss und den 1. Stock für Feierlichkeiten zur Verfügung stellen.
- Palais Ostein, Sommerresidenz des letzten Grafen von Ostein; hufeisenförmige Anlage aus dem 18. Jahrhundert, um 1811 wurde der prachtvolle Mittelbau wegen Gütertrennung niedergelegt. Heute im Eigentum der St. Ursula-Schule.
- Villa Monrepos, repräsentatives Gebäude in einem großen Park, Erbauer Eduard von Lade (Gründer der Forschungsanstalt), errichtet im 19. Jahrhundert.
- Schloss Kosakenberg (ehemaliger Ingelheimer Hof derer von Ingelheim), Anlage oberhalb des Bahnhofes, aus dem 17. Jahrhundert, heute Weingut
- Zwierleinsches Palais, des deutschen Jurists und Politikers Hans Constantin von Zwierlein (1802–1863), oberhalb von Schloss Kosakenberg gelegen, durch mehrfache Umbauten dient es heute als Mehrfamilienhaus, der barocke Park ist einem Wohnviertel gewichen.

### Sport
Im Westen von Geisenheim, an der Grenze zu Rüdesheim am Rhein, liegen das
- Rheingaustadion mit Rasenplatz und Kunststoffleichtathletikanlagen (Spielstätte des FV 08 Geisenheim) sowie das
- Rheingaubad, das einzige öffentliche Hallenbad im Rheingau

### Regelmäßige Veranstaltungen
- Rheingau Musik Festival im Schloss Johannisberg (und im gesamten Rheingau)
- Am Wochenende vor Christi Himmelfahrt (Vatertag): Besser als nix! Das Festival
- drittes Wochenende im Juli: vier Tage Geisenheimer Lindenfest mit der Stunde der Heimat am Montag
- erstes Wochenende im August Sommernachtsfest in den Rheinanlagen
- erstes Wochenende im September in ungeraden Jahren: Tage der offenen Tür der Forschungsanstalt Geisenheim
- zweites Wochenende im September: Wein- und Sektfest Schloss Johannisberg

## Wirtschaft und Infrastruktur

### Wirtschaft
Geisenheim weist neben einer hohen Dichte an Bildungs- und Forschungseinrichtungen ebenso eine leistungsfähige und stabile Wirtschaftsstruktur auf. Neben zahlreichen örtlichen Handels-, Dienstleistungs- und Handwerksbetrieben haben auch einige international agierende Industrieunternehmen ihren Sitz in Geisenheim. Somit ist Geisenheim auch als Handels- und Industriestandort bedeutsam. Einschnitte ergaben sich durch die Abwanderung des großen Arbeitgebers MAN Roland Druckmaschinen-AG. Die örtliche Wirtschaft entwickelt sich seit Jahren wieder stabil und positiv.

### Ansässige Unternehmen
In Geisenheim hat die Ferrostaal Industrieanlagen GmbH (ehem. Fritz Werner Werkzeugmaschinen) ihren Sitz, die wiederum ein Tochterunternehmen des Essener Ferrostaal-Konzerns ist. Die Wachendorff-Unternehmensgruppe, hervorgegangen aus der Firma „Wachendorff Prozeßtechnik KG“ von Rolf Wachendorff (* 1925), beschäftigt ungefähr 470 Mitarbeiter und ist international führend bei Automatisierungstechnik und Steuerung. Das Familienunternehmen Erbslöh, vormals Geisenheimer Kaolinwerke, entwickelt und vertreibt Produkte für die Getränkeveredelung und -behandlung. Im Zuge einer fortlaufenden Expansion siedelte sich 2009 die GAT (Gesellschaft für Antriebstechnik mbH) in Geisenheim an. In der Alten Werkshalle, dem ehemaligen Sitz der MAN Roland Druckmaschinen-AG, siedelte sich im Jahre 2012 ein Unternehmen an, das auf Kunststoff-Recycling spezialisiert ist. In Geisenheim befindet sich weiterhin das Kino „Linden-Theater“, das heute durch eine gemeinnützige Gesellschaft als Integrationsbetrieb im Sinne der beruflichen Wiedereingliederung betrieben wird.

### Verkehr

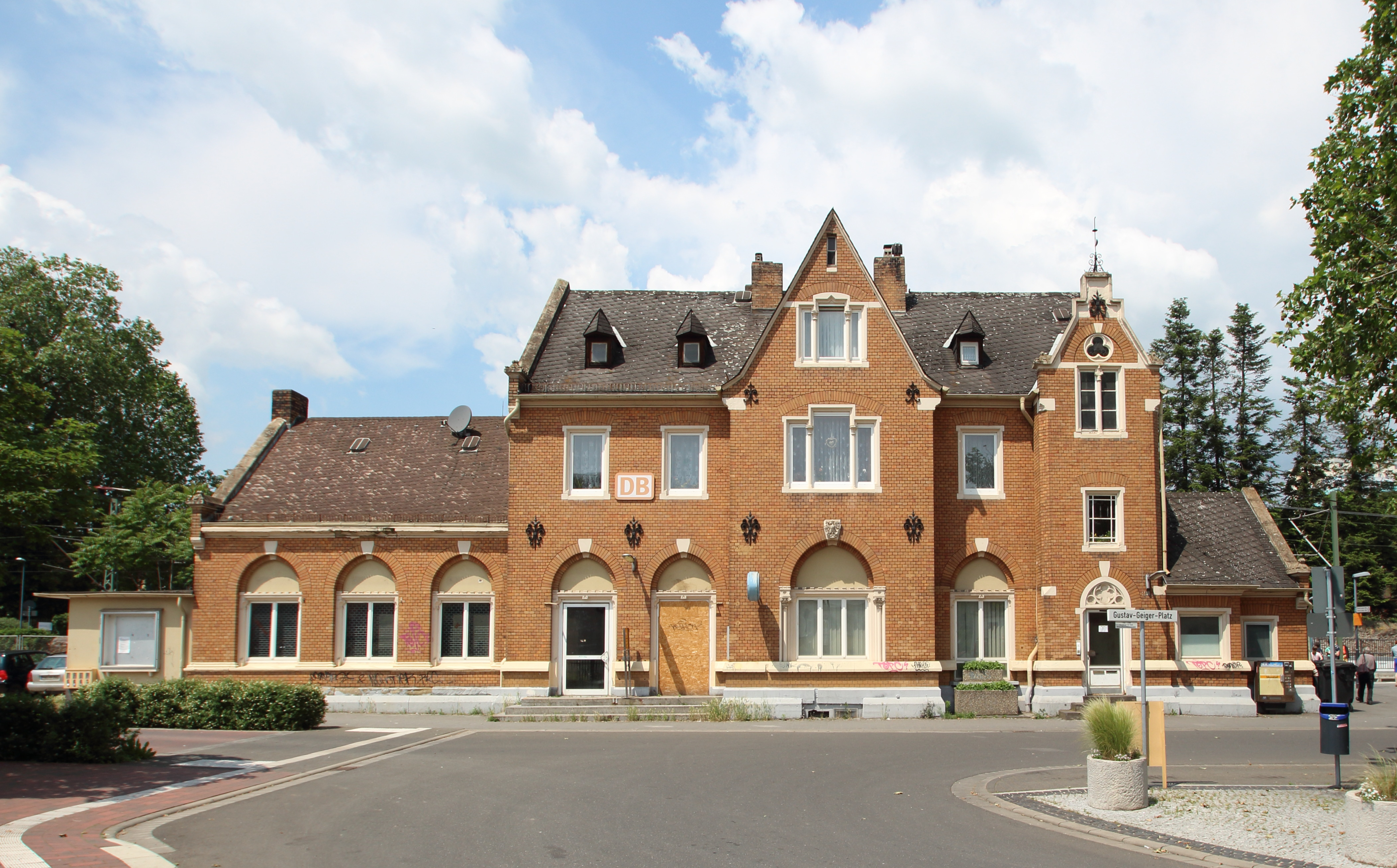
Bahnhof Geisenheim
Empfangsgebäude aus dem Jahr 1886

An Geisenheim vorbei führt die B 42, die Wiesbaden mit Koblenz verbindet.
Durch die Rechte Rheinstrecke kann Wiesbaden in einer halben Stunde per Bahn oder mit dem Regionalbus in rund einer Stunde erreicht werden.
Am Bahnhof Geisenheim ging am 3. Oktober 2014 ein Relaisstellwerk der Bauart Dr S2 außer Betrieb. Seither ist der Bahnhof Geisenheim an ein Elektronisches Stellwerk angeschlossen. Von diesem Stellwerk werden alle Bahnhöfe im Rheingau fernbedient. Eine Ausnahme bildet hier der Bahnhof Rüdesheim, der später angeschlossen werden soll. Mit der Umstellung wurde die Strecke für das signalgeführte Befahren des Gegengleises hergerichtet. Für die Bedienung des Bahnhofs Geisenheim ist nun der in der Betriebszentrale in Frankfurt am Main arbeitende Fahrdienstleiter „Lahnstein Süd“ zuständig.
Seit 2007 verbindet der Rhein-Main-Verkehrsverbund via Bus die Orte Marienthal, Johannisberg, Hallgarten, Presberg und Stephanshausen mit Geisenheim.
Auch eine Schiffsanlegestelle für kleine Personenschiffe ohne festen Fahrplan ist vorhanden.

### Radwanderwege
Durch den Ort verläuft die Variante R3a des Hessischen Radfernweg R3 (Rhein-Main-Kinzig-Radweg). Der R3 führt unter dem Motto Auf den Spuren des Spätlesereiters. entlang von Rhein, Main und Kinzig über Fulda nach Tann in der Rhön. Auf dem ersten Teilstück bis Eltville am Rhein führt die Variante R3a über die Rheingauer Riesling Route.

### Bildung
Geisenheim verdankt seinen Ruf als Schulstadt der Konzentration von verschiedenen Schulen:
- Emely-Salzig-Schule (Grundschule)
- Johannes-de-Laspée-Schule (Grundschule)
- St. Ursula-Schule (staatlich anerkanntes katholisches Gymnasium mit Realschulzweig)
- Internatsschule Schloss Hansenberg (Oberstufengymnasium und Internat des Landes Hessen)
- Rheingauschule (staatliches Gymnasium)
- Berufliche Schulen mit unter anderem Handelsschule und Fachoberschule
- Berufliche Schulen Rheingau, Geisenheim (berufsbildende Schule)
- Hochschule Geisenheim (seit 1. Januar 2013)
- Leopold-Bausinger-Schule (Förderschule)
- Stadtbücherei Geisenheim

In Geisenheim befand sich seit 1872 die Forschungsanstalt Geisenheim für Wein- und Gartenbau. Die Forschungsanstalt kooperierte seit Beginn der 1970er Jahre im Bildungsbereich mit der Fachhochschule Wiesbaden, später in Hochschule RheinMain umbenannt, die einen Fachbereich in Geisenheim unterhielt. Der Schwerpunkt der Forschungsanstalt lag im Garten- und Weinbau sowie in der Getränketechnik. Der Fachbereich Geisenheim fusionierte zum 1. Januar 2013 mit der Forschungsanstalt Geisenheim zur Hochschule Geisenheim. Diese 13. Hochschule des Landes Hessen ist eine so genannte „Hochschule neuen Typs“ und vereinbart die praxisnahe studentische Ausbildung mit Bachelor- und Masterabschlüssen mit angewandter und Grundlagenforschung und hat Promotionsrecht. Aufgrund der Hochschule wurde der Stadt, gemäß Paragraf 13 Absatz 2 der Hessischen Gemeindeordnung, der Titel „Hochschulstadt“ verliehen.
Das landeseigene Schloss Hansenberg in Johannisberg wurde im Jahr 2003 vom Land Hessen als Oberstufengymnasium für besonders leistungsstarke und sozial engagierte Schüler zu einer Internatsschule umgebaut.

## Persönlichkeiten

### Söhne und Töchter der Stadt
- Konrad von Geisenheim; † 30. Mai 1386, deutscher Diplomat und Bischof von Lübeck
- 1554, November, Jakob Christmann; † 16. Juni 1613, Orientalist, geboren im heutigen Stadtteil Johannisberg
- 1715, 20. Mai; Franz Huberti; † 2. Februar 1789, deutscher Geistlicher, Pädagoge und Astronom
- 1757, 12. August, Peter Heinrich Schmidt; † 6. April 1819, kurmainzischer Hofgerichtsrat und Mitglied des Nassauischen Landtags
- 1806, 23. November, Philipp Hoffmann; † 4. Januar 1889, Architekt und Baumeister
- 1808, 18. April, Peter Josef Blum; † 30. Dezember 1884, Bischof der Diözese Limburg
- 1813, 18. April, Carl Burgeff; † 1. April 1871, Sektkellereibesitzer
- 1817, 24. Februar, Heinrich Eduard von Lade; † 7. August 1904 in Geisenheim, Bankier, Waffenhändler, Diplomat, Gärtner und Pflanzenzüchter sowie Amateur-Astronom. Gründer der Forschungsanstalt Geisenheim, erster Ehrenbürger der Stadt Geisenheim
- 1818, 26. Januar, Gustav Dresel; † 14. September 1848, Schriftsteller
- 1826, 20. Dezember, Otto Dresel; † 26. Juli 1890, Pianist und Komponist
- 1831, 31. Januar, Wilhelm Zobus; † 4. Juni 1869 in Geisenheim, Landschafts- und Genremaler sowie Lithograf
- 1840, 6. September, Wilhelm Simmler; † 8. Dezember 1923 in Berlin, Maler
- 1846, 14. Dezember, Franz Joseph Simmler; † 2. Oktober 1926 in Offenburg, Bildhauer, Kirchenmaler und Altarbauer
- 1858, 10. Oktober, Lorenz Werthmann; † 10. April 1921 in Freiburg im Breisgau, Gründer der Caritas
- 1878, 16. März, Karl Christ; † 16. Dezember 1943 in Berlin, Philologe und Bibliothekar
- 1883, 19. April, Hans Burgeff; † 27. September 1976, Botaniker
- 1888, 23. Juni, Gerhard Weil; † 11. Oktober 1966, preußischer Landrat und rheinland-pfälzischer Ministerialrat
- 1892, 3. April, Gustav Gundlach; † 23. Juni 1963 in Mönchengladbach, katholischer Sozialethiker, Sozialphilosoph und Sozialwissenschaftler
- 1892, 6. August, Peter Spring; † 10. April 1945 im KZ Dachau, Widerstandskämpfer gegen das NS-Regime, Gärtner, studierter Obstbautechniker, Sozialdemokrat und Pazifist
- 1898, 23. März, Martin Kremer; † 9. Februar 1971 in Prien am Chiemsee, Opernsänger
- 1927, 8. März, Helmut Becker; † 19. Juli 1990 in Geisenheim, Rebenzüchter und Dozent
- 1928, 22. August, Josef Semmler; † 23. Oktober 2011 in Ludwigshafen am Rhein, Historiker, Mediävist
- 1944, 7. Juni, Pankraz Freiherr von Freyberg, Kunsthistoriker, Kulturmanager und Festspielintendant
- 1946, 17. August, Karl Dietrich Seikel; † 29. März 2023 in Hamburg, Medienmanager
- 1954, 29. Mai, Claudia Dillmann, Filmwissenschaftlerin, Direktorin des Deutschen Filmmuseums und des Deutschen Filminstituts
- 1956, 16. Juli, Peter Becker, Ruderer
- 1966, 28. Mai, Markus Kastenholz, Schriftsteller

### Persönlichkeiten, die vor Ort gewirkt haben
- Heinrich Birk (1898–1973), Weinbauexperte, in Geisenheim gestorben
- Franz Josef Jung (* 1949), Jurist, CDU-Politiker, Bundesverteidigungsminister 2005–2009 und ehemaliger Schüler der Rheingauschule
- Christian Labonte (1899–1992), Weinbauexperte, hessischer Landtagsabgeordneter (CDU) und Ehrenbürger von Geisenheim
- Hermann Müller (1850–1927), von 1876 bis 1890 an der pflanzenphysiologischen Versuchsstation der Forschungsanstalt Geisenheim.
- Franz Schramm (1887–1966), Hessischer Kultusminister 1946–1947
- Hans Reiner Schultz (* 1959), Präsident der Hochschule Geisenheim
- Friedrich Simmler (1801–1872), Maler
- Anke Velmeke (* 1963), Schriftstellerin
- Hans Carl von Zwierlein (1768–1850), Inhaber des Zwierleinschen Hofs in Geisenheim, Präsident der Landstände des Herzogtums Nassau

## Trivia
Am 10. November 2005 übernahm Geisenheim auf Initiative eines Geisenheimer Triebfahrzeugführers als 150. Stadt die Patenschaft für einen ICE 1, der im Wiesbadener Hauptbahnhof auf den Namen „Geisenheim/Rheingau“ getauft wurde.
Getauft wurde – durch den ehem. Bürgermeister Manfred Federhen und die damalige Weinkönigin Michaela Hans – der Triebzug 162, ein auslandsfähiger Triebzug der zweiten Bauserie des ICE1.